# Kaycee Stroh
Kaycee Stroh (Salt Lake City, Utah, 29 mei 1984) is een Amerikaanse actrice, zangeres en danseres.
Ze is vooral bekend van haar rol als Martha in High School Musical.

## Filmografie
| Jaartal     | Naam                               | Rol        | Opmerkingen                              |
| ----------- | ---------------------------------- | ---------- | ---------------------------------------- |
| 2008        | High School Musical 3: Senior Year | Martha Cox |                                          |
| 2007        | High School Musical 2              | Martha Cox | Disney Channel Original Movie            |
| 2006        | High School Musical                | Martha Cox | Disney Channel Original Movie            |
| 2006 - 2007 | The Suite Life of Zack & Cody      | Leslie     | 2 afleveringen : Benchwarmers,Volley Dad |
| 2004        | Ammon & King Lamoni                | Danser     |                                          |

## Discografie
Soundtracks
- 2006:High School Musical
- 2007:High School Musical 2
- 2008:DisneyMania 6

- Library of Congress Control Number: no2008120823
- MusicBrainz: 7f150198-a378-44cc-9672-8281c4d56b38
- Virtual International Authority File: 73673940
- WorldCat: E39PBJgxrqRJ7wGHccGHfWYQMP